# (1546) Izsák
(1546) Izsák, désignation internationale (1546) Izsak, est un astéroïde de la ceinture principale.

## Description
(1546) Izsák est un astéroïde de la ceinture principale. Il fut découvert le 28 septembre 1941 à l'observatoire Konkoly par György Kulin. Il présente une orbite caractérisée par un demi-grand axe de 3,17 UA, une excentricité de 0,12 et une inclinaison de 16,1° par rapport à l'écliptique.

## Nom
Il a été nommé en mémoire d'Imre Izsák (1929-1965), astronome d'origine hongroise et mécanicien céleste, qui a apporté d'importantes contributions à l'étude des mouvements des satellites artificiels. Dans ses dernières années, il a travaillé à l'Observatoire de Cincinnati et au Smithsonian Astrophysical Observatory.

## Compléments